# HALFコンポ
HALFコンポ（ハーフコンポ）とは、松下電器産業（現：パナソニックホールディングス）が発売したスモールミニコンポのブランド名。1990年発売。

## 特徴
発売当時、ソニー（現・ソニーグループ）のスモールミニコンポ「PIXY（ピクシー）」、および日本ビクター（現・JVCケンウッド）のスモールミニコンポ「MEZZO（メッツォ）」に対抗するために開発・発売されたスモールミニコンポ。
バブル期の発売だったため、高級機に迫るデザインとTechnics譲りの高音質設計、本体幅がフルサイズコンポのほぼ半分となる215mmのコンパクト設計が特徴であった。

## モデル

### 第1世代モデル

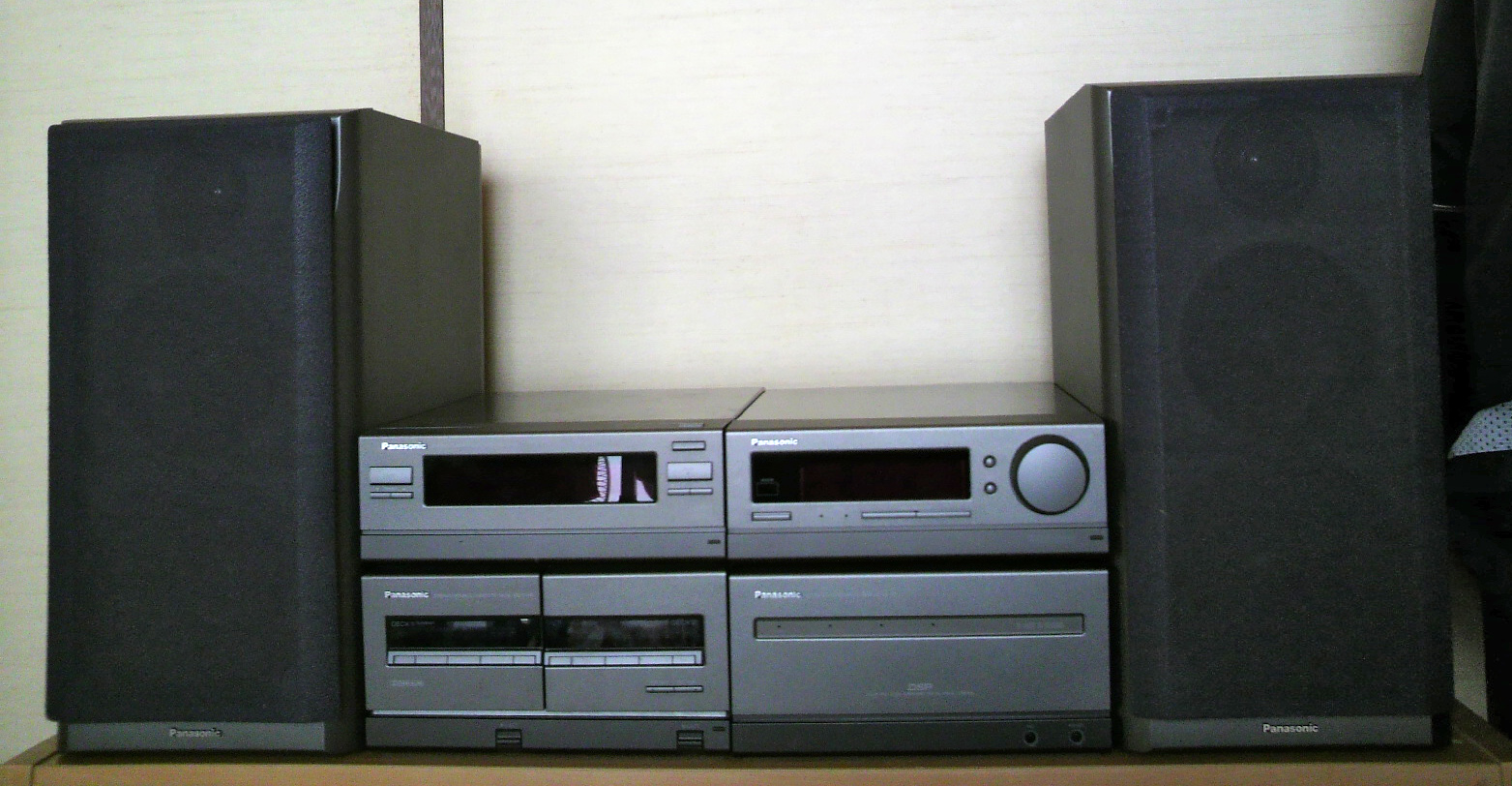
SC-CH10
1990年7月発売。ドルビープロロジックと3WAYスピーカーを採用し、リアスピーカー、センタースピーカーとの接続に対応。標準価格は139,800円だった。
SC-CH9
3WAYスピーカーを採用、EQレベルは本体に付いたつまみを操作して調整する。ドルビープロロジックは非採用。標準価格は107,500円だった。
SC-CH7
1990年12月発売。電子カウンター&ピクチャーディスプレイを搭載。CD、カセットデッキのオープン時には窓が開き、トレイが出るしくみになっている。好みの音質・音場が簡単につくれるサウンドジョグ・コントローラーを搭載。ドルビーB&Cに対応。標準価格は97,000円だった。
SC-CH5
1990年12月発売。2BOX構成のエントリーモデル。ドルビーBに対応。

### 第2世代モデル
SC-CH900
SC-CH700
前モデルと同様に電子カウンター&ピクチャーディスプレイを搭載。新たに3WAYバスレフ型スピーカー、ファインデジタルコントロールアンプ(プロセッサー部出力からアンプ部へはアナログ伝送)、3デジタル (CD, BS, DAT) 光ネットワーク、ドルビーB&CとドルビーHXPRO、再生ソースからプロセッサー部のDAC部までをデジタル処理するシステムを採用（アナログデータはAD変換される）。端子類を装備して、AVファンクション機能を持たせた。プロセッサー部のDACには1bitタイプの「MASH」を搭載した（1chずつにDACを搭載する2DAC方式）。
CH700は1991年9月に発売されたスタンダードモデル。標準価格は129,000円。
CH900は同年10月に発売され、ドルビーサラウンド・プロロジックを搭載した本格AV設計の上位モデルである。CH700との違いは、ダブルカセットデッキ部のディスプレイに録音レベルメーターの追加、前面アルミパネル採用、木目調のスピーカーエンクロージャー採用などである。
SC-CH55
1991年7月発売。1BOX構成のエントリーモデル。

## CM曲
CH10
FLYING KIDS 「我想うゆえに我あり」
CH7
ASKA「はじまりはいつも雨」
CH900, CH700
CHAGE&ASKA「僕はこの瞳で嘘をつく」
川村かおり「見つめていたい」